# Stefan Helleblad
Stefan Helleblad (Gotland, Suecia, 12 de noviembre de 1978) es un guitarrista y músico sueco. Es conocido por ser el actual guitarrista de la banda de metal sinfónico neerlandesa Within Temptation.
Aparte de su carrera como guitarrista, se dedica a la producción musical y en este ámbito ha colaborado con Within Temptation desde 2004 y con bandas como Delain, Elleanore, Winter in Eden, The Ark y Mooncolored Hounds. Ingresa a la banda Within Temptation el año 2011 como guitarrista de giras, debido a que Robert Westerholdt comienza a dedicarse al cuidado de sus tres hijos que tiene con la vocalista Sharon den Adel. De igual forma contribuye en guitarras en los discos Hydra y Resist.

## Discografía

### Within Temptation
Álbumes de estudio
- Hydra (2014)
- Resist (2019)
- Bleed Out (2023)

EP
- Whole World Is Watching (2014)
- And We Run (2014)